# Ka Kwan Lau
Ka Kwan Lau (* 29. Dezember 1985 in Spanien) ist ein professioneller chinesischer Pokerspieler aus Hongkong. Er gewann 2023 ein Bracelet beim Pot-Limit Omaha High Roller der World Series of Poker und das High Roller der European Poker Tour.

## Persönliches
Lau wuchs in Spanien auf. Er besitzt auch die spanische und britische Staatsangehörigkeit.

## Pokerkarriere
Lau hat sich auf die Variante Pot Limit Omaha (PLO) spezialisiert. Er spielt auf der Onlinepoker-Plattform PokerStars unter dem Nickname kaju85. Dort gewann der Chinese Ende April 2021 das PLO High Roller der Spring Championship of Online Poker mit einer Siegprämie von mehr als 260.000 US-Dollar.
Seine erste Geldplatzierung bei einem Live-Pokerturnier erzielte Lau im Juli 2010 in Madrid. Mitte Dezember 2013 erreichte er beim Main Event der European Poker Tour (EPT) in Prag den Finaltisch und belegte den mit 283.800 Euro dotierten vierten Platz. Im Juni 2014 war der Chinese erstmals bei der World Series of Poker (WSOP) im Rio All-Suite Hotel and Casino in Paradise am Las Vegas Strip erfolgreich und kam bei zwei Events in No Limit Hold’em in die Geldränge. Bei der WSOP 2015 erzielte er vier Geldplatzierungen, u. a. erstmals im Main Event. Auch bei der WSOP 2016 kam Lau beim Main Event auf die bezahlten Plätze und schied am siebten Turniertag auf dem mit rund 270.000 US-Dollar dotierten 20. Platz aus. Bei der EPT auf Malta gewann er Ende Oktober 2016 ein Side-Event in PLO mit einem Hauptpreis von knapp 110.000 Euro und damit sein erstes Live-Turnier überhaupt. Anfang April 2017 setzte sich der Chinese bei der PokerStars Championship in Macau beim High Roller in PLO durch und erhielt umgerechnet über 120.000 US-Dollar. Bei der WSOP 2019 saß er an zwei PLO-Finaltischen, für die er knapp 250.000 US-Dollar erhielt. Anfang März 2020 wurde Lau beim Main Event der World Poker Tour in Los Angeles Fünfter und sicherte sich knapp 250.000 US-Dollar. Bei der WSOP 2021 beendete er das Pot-Limit Omaha High Roller nach verlorenem Heads-Up gegen Shaun Deeb auf dem mit über 770.000 US-Dollar dotierten zweiten Rang. Ende Juni 2023 gewann der Chinese dasselbe Turnier bei der mittlerweile im Horseshoe Las Vegas und Paris Las Vegas ausgespielten WSOP 2023 und wurde mit einem Bracelet sowie seinem bislang mit Abstand höchsten Preisgeld von rund 2,3 Millionen US-Dollar prämiert. Anfang September 2023 entschied er das EPT High Roller in Barcelona für sich und erhielt eine Siegprämie von 910.400 Euro.
Insgesamt hat sich Lau mit Poker bei Live-Turnieren knapp 6 Millionen US-Dollar erspielt.